# Breynia rhynchocarpa
Breynia rhynchocarpa är en emblikaväxtart som beskrevs av George Bentham. Breynia rhynchocarpa ingår i släktet Breynia och familjen emblikaväxter.
Artens utbredningsområde är Northern Territory, Australien. Inga underarter finns listade i Catalogue of Life.